# Hypo Alpe Adria
Die Hypo Alpe Adria war ein Bankkonzern mit Sitz im österreichischen Bundesland Kärnten. Sie ging aus der im Jahr 1896 gegründeten Landes-Hypothekenanstalt Kärnten hervor. Die Bank wurde im Jahr 2009 verstaatlicht und legte im Jahr 2014 ihre Banklizenz zurück. Unter dem Namen Heta Asset Resolution AG wurden die verbliebenen Vermögenswerte verwertet. Die Hypo Alpe-Adria-Bank International AG (HBInt) war die Holdinggesellschaft der in Südosteuropa tätigen Hypo Group Alpe-Adria (HGAA); die Hypo Alpe‐Adria‐Bank AG (HBA) war die österreichische Tochtergesellschaft dieser Gesellschaft. Alle Beteiligungen der Gesellschaft zusammengenommen war der mit 384 Niederlassungen in 12 Ländern (u. a. in Österreich, Italien, Slowenien, Kroatien, Serbien und Montenegro, Bosnien und Herzegowina) aktive Konzern gemessen an seiner Bilanzsumme das sechstgrößte Geldhaus Österreichs.
Nachdem im Jahr 2007 der Kauf des Geldhauses durch die BayernLB erfolgt war, kam das Unternehmen nach einer Phase der Expansion in massive finanzielle Schwierigkeiten.
Nachdem die Bank im Jahr 2009 nicht mehr über das zur Bilanzierung nötige Eigenkapital verfügt hatte und daher die Gefahr einer Insolvenz bestanden hatte, übernahm im Dezember 2009 die Republik Österreich zu 100 % das Unternehmen. Damit war die Hypo Alpe Adria nach der Kommunalkredit Austria die zweite österreichische Bank, die seit Beginn der Finanzkrise ab dem Jahr 2007 verstaatlicht werden musste. Im Herbst 2014 wurde der Konzern durch die Republik Österreich zerschlagen und in Abbaugesellschaften umgewandelt.
Von den 13,6 Milliarden Euro, die die Republik Österreich in Folge der Finanzkrise 2007/08 als Hilfen an österreichische Banken vergab, erhielt allein die Hypo Alpe Adria zwölf Milliarden Euro (bis 2015).
Letztlich blieb laut Fiskalrat dem Steuerzahler ein Schaden von 9 Milliarden Euro. Aus Sicht der Gläubiger hat sich die Auflösung der Bank nach der europäischen Bankenabwicklungsrichtlinie mit einer Recoveryquote von 89,41 % (Stand 2022) viel besser entwickelt als erwartet. Bei einem fiktiven Insolvenzverfahren wäre nach Schätzungen der österreichischen Finanzmarktaufsichtsbehörde (FMA) nur gut die Hälfte der offenen Forderungen bedient worden. Die letztlich positive Abwicklung der Hypo Alpe Adria gilt branchenweit als Musterbeispiel und Bestätigung des neuen europäischen Abwicklungsregimes für Banken.

## Korruptionsverdacht
Die Bank steht in Verdacht, seit dem Jahr 1999 an zahlreichen Finanz- und Korruptionsaffären in Österreich und Kroatien maßgeblich beteiligt gewesen zu sein. In Deutschland, Österreich und Kroatien haben die Justizbehörden gegen Mitarbeiter und Geschäftspartner der Bank Ermittlungsverfahren eingeleitet. So wurde in Österreich zur Aufarbeitung eine eigene Polizeisondereinheit, die sogenannte SOKO Hypo, gegründet, deren Arbeit von der vom Finanzministerium eingesetzten „CSI Hypo“ unterstützt wurde. Diese wurde im Jahr 2012 wieder aufgelöst. Die Ermittlungen wurden von der bankinternen Forensikabteilung fortgeführt. Bisher (Stand: Mai 2013) wurden allein in Österreich 74 Sachverhaltsdarstellungen an die Staatsanwaltschaft erstattet. Die Schadenssumme liegt bei mindestens 670 Millionen Euro. Zudem gab es bisher fünf Untersuchungsausschüsse zur Klärung der politischen Verantwortung, und zwar in München (Bayern), in Klagenfurt (Kärnten) und in Wien. Parallel zur Aufarbeitung strafrechtlicher Vorwürfe beschäftigt die Verstaatlichung der Bank auch die EU-Kommission. 

Die heutige Heta Asset Resolution AG war eine Abbaugesellschaft im Eigentum der Republik Österreich. Sie hatte den gesetzlichen Auftrag, den notleidenden Teil der im Jahr 2009 verstaatlichten Hypo Alpe Adria so effektiv und wertschonend wie möglich zu verwerten. Die Verwertung ist im Rahmen der Abbauziele so rasch wie möglich zu bewerkstelligen.
Im September 2013 wurde von der EU-Kommission ein Plan für die geordnete Abwicklung der damaligen österreichischen Bank Hypo Alpe Adria (HAA) genehmigt. Im Juli 2014 wurde im österreichischen Nationalrat das Hypo-Sondergesetz beschlossen. Somit wurde die Grundlage zur Deregulierung und Schaffung der Abbaueinheit der Hypo Alpe-Adria-International AG geschaffen. Im Einklang mit dem EU-Recht darf die Abbaugesellschaft weder selbst Einlagengeschäft betreiben, noch Beteiligungen an Kreditinstituten halten. Aus diesem Grund wurden das Südosteuropa-Bankennetzwerk samt separater Steuerungsholding in Österreich und dem in Abwicklung befindlichen Geschäftsbereich Italien aus der ehemaligen Hypo Alpe-Adria-International AG herausgelöst.
Mit 30. Oktober 2014 gab die Hypo Alpe-Adria-Bank International AG die Beendigung der gemäß Bankwesengesetz (BWG) erteilten Konzession zum Betrieb von Bankgeschäften bekannt. Zu diesem Zeitpunkt wurde die Hypo Alpe Adria zur Abwicklungsgesellschaft Heta Asset Resolution umfirmiert. Davor erfolgte die vorübergehende Übertragung des verkaufsfertigen Balkannetzwerkes (die Südosteuropaholding samt den sechs Balkan-Banken) an die ÖIAG-Tochter Fimbag. Somit wurde der Deregulierungsbescheid der Finanzmarktaufsicht freigegeben.
Bis 2021 wurde die Heta Asset Resolution als Abbaueinheit im Eigentum der Republik Österreich gemäß § 3 des Bundesgesetzes zur Schaffung einer Abbaueinheit (GSA) fortgeführt. Die Heta Asset Resolution AG verfügt über lokale Tochtergesellschaften in Österreich, Italien, Slowenien, Kroatien, Bosnien und Herzegowina, Serbien, Montenegro, Mazedonien, Bulgarien, Deutschland und Ungarn. Das laufende Bankgeschäft ist seit der Zerschlagung eingestellt.
Am 23. Dezember 2014 gingen die Balkantöchter an ein Bieterkonsortium aus dem US-Fonds Advent und der Osteuropabank EBRD. Gemäß EU-Vorgabe war die Reprivatisierung des Netzwerks bis Mitte 2015 vorgesehen. Bis zum Closing firmierten die Balkantöchter unter der Bezeichnung Hypo Group Alpe Adria AG. Das SEE Bankennetzwerk umfasst sechs Bankenbeteiligungen in fünf Ländern in Südosteuropa (Slowenien, Kroatien, Bosnien und Herzegowina, Serbien, Montenegro) mit einer Bilanzsumme von rund EUR 8,4 Mrd., 245 Filialen und 1,15 Mio. Kunden.

## Geschichte

### Anfänge der Kärntner Landes-Hypothekenanstalt
Die Bank wurde 1896 vom Land Kärnten als Landes-Hypothekenanstalt gegründet. Damals – zum Teil auch später – entstand in jedem österreichischen Bundesland eine Landes-Hypothekenanstalt. Die Hauptaufgabe war die Finanzierung öffentlicher Institutionen, das Wohnbaugeschäft und die Begebung von Hypothekenpfandbriefen und Kommunalschuldverschreibungen. Im Jahre 1920 wurde das Spareinlagengeschäft aufgenommen. 1924 wurde die Landes-Hypothekenanstalt ein öffentlich-rechtliches Kreditinstitut und 1928 übernahm das Land Kärnten die volle Haftung für die Anstalt. Ab 1929 war sie die alleinige Zahlstelle des Landes.

### Zweite Republik, Umbau zur Firmengruppe
Im Jahre 1962 wurde das neue Geschäftslokal in der Domgasse bezogen und ab 1970 wurden nach und nach in größeren Kärntner Orten Zweigstellen errichtet. 1980 erfolgte die Umbenennung in Kärntner Landes-Hypothekenbank und die Bank wurde 1982 zur Universalbank. 1988 setzte die Bank mit einer Leasinggesellschaft in Udine den ersten internationalen Expansionsschritt. 1991 wurde der bankgeschäftliche Betrieb in eine neugegründete Aktiengesellschaft, die Hypo-Alpe-Adria-Bank International AG, eingebracht, während die Bank selbst als weiterhin öffentlich-rechtliche Holding mit dem Namen Kärntner Landes- und Hypothekenbank Holding (Kärntner Landesholding) weiterbestand. 1992 beteiligte sich neben dem Land Kärnten die Grazer Wechselseitige Versicherung mit einem Anteil von 48 % als zweiter Aktionär. Zu dieser Zeit kam Wolfgang Kulterer in den Vorstand der Bank. Die Bilanzsumme lag 1992 bei 1,87 Mrd. Euro. Kulterer trieb die Expansion gemeinsam mit seinem Vorstandskollegen Jörg Schuster beharrlich voran. Nach dem Zerfall Jugoslawiens konzentrierten sie sich auf die Nachfolgestaaten, 1995 wurde das Institut in Hypo Alpe-Adria-Bank AG (HAAB) umgewandelt und 1999 wurde das moderne neue Hypo-Alpe-Adria-Zentrum am Alpe-Adria-Platz in Klagenfurt eröffnet. Gestützt durch Haftungen des Bundeslandes Kärnten, lag die Bilanzsumme 2005 bei 24,23 Mrd. Euro.
2004 übernahm die Hypo Alpe Adria die Mehrheit am 2000 gegründeten Liechtensteiner Lebensversicherungsunternehmen PrismaLife. Dabei erwarb das Unternehmen im Zuge einer Kapitalerhöhung 85 % der Anteile, die vormals börsennotierte Cash.life-Mutter adv.orga verkaufte unterdessen ihren Anteil von zuvor 33,5 %.

### Hypo Alpe Adria seit 2006
Im Jahre 2006 wurde der Firmenname der Gruppe in Hypo Group Alpe Adria (HGAA) geändert. Es wurde ein neues Logo gestaltet, um die Internationalität der ehemaligen Landesbank zu verdeutlichen. Es zeigte oben die silbergrauen Alpen, unten die tiefblaue Adria.
Ab 2. Oktober 2006 stand die Bank unter der Führung von Siegfried Grigg. Der Vizechef der GraWe löste Wolfgang Kulterer ab, der nach den Turbulenzen rund um Spekulationsverluste der Bank im Ausmaß von 328 Mio. Euro zurückgetreten war. Kulterer wurde Aufsichtsratsvorsitzender. Grigg war davor 25 Jahre lang beim Hypo-Miteigentümer GraWe tätig, er war weiters sechs Jahre Hypo-Aufsichtsrat und Mitglied des Kreditausschusses. Um diese Zeit erreichten die Haftungen, die das Land Kärnten für die ausgegebenen Pfandbriefe übernommen hatte, den Höchststand von rund 24,7 Milliarden Euro.
Am 15. Dezember 2006 beteiligte sich die Investorengruppe um die luxemburgische Berlin & Co. Capital S.a.r.l., unter der Führung des 49-jährigen deutschen Vermögensverwalters Tilo Berlin mit 4,76 % an der Hypo-Group Alpe Adria. Dies geschah im Rahmen der ersten Tranche einer Kapitalerhöhung (125 Millionen Euro). Das Geld stammte vermutlich zum größten Teil von reichen österreichischen und deutschen Familien. Am 1. März 2007 wurde die zweite Tranche der Kapitalerhöhung (insgesamt 250 Millionen Euro) abgeschlossen. Die neuen Beteiligungsverhältnisse waren somit wie folgt: Kärntner Landesholding 44,91 %, Grazer Wechselseitige 41,45 %, Berlin & Co. 9,09 % und die hauseigene Mitarbeiterstiftung 4,55 %.
Am 17. Mai 2007 wurde bekannt, dass die BayernLB eine Mehrheitsbeteiligung an der Hypo Group Alpe Adria übernehmen werde. Bereits am 22. Mai 2007 wurde der Verkauf von 50 % plus einer Aktie vertraglich besiegelt. Die BayernLB bezahlte dafür über 1,6 Mrd. Euro. Die Kärntner Landesholding verkaufte knapp 25 % und behielt noch 20 % und bekam rund 800 Mio. Euro. Damit tilgte das Land die 2008 fällige Wandelanleihe von 550 Mio. Euro. Die Mitarbeiter-Stiftung hielt noch 3 % und die Grazer Wechselseitige Versicherung trennte sich von 15 %, ihr blieben 26 %. Hypo-Chef Berlin verkaufte seine gesamte Beteiligung bis auf 1 %. Ab 1. Juni 2007 übernahm Berlin den Vorstandsvorsitz in der Hypo Group Alpe Adria. Der bisherige Vorstandsvorsitzende Grigg kehrte in die Grazer Wechselseitige zurück. Nach Abschluss der Kapitalerhöhung im Jahr 2008 hielt die BayernLB 67,08 %, die Grazer Wechselseitige 20,48 %, die KLH-Gruppe/Kärntner Landesholding 12,42 % und die Hypo Alpe-Adria-Mitarbeiter Privatstiftung 0,02 %.
Im Dezember 2008, nachdem die Finanzkrise ab 2007 voll zum Tragen gekommen war, sagte das Bundesministerium für Finanzen zu, dass die Hypo Group Alpe Adria 900 Mio. Euro an Partizipationskapital aus dem Bankenhilfspaket der Republik Österreich bekommen soll. Die Kernkapitalquote der Hypo stieg so zum Jahresende 2008 auf 8,4 %. Die Hypo sollte dafür in Gewinnjahren jährlich 8 % Dividende bezahlen und einige Auflagen einhalten. Per Ende April 2009 trat Vorstandschef Tilo Berlin nach Differenzen mit dem Hypo-Mehrheitseigentümer BayernLB zurück. Zu seinem Nachfolger ab 1. Juni 2009 wurde der bisherige ÖVAG-Generaldirektor Franz Pinkl bestellt. Mitte November 2009 gab die Bank bekannt, dass sie zum zweiten Mal innerhalb eines Jahres eine kräftige Kapitalspritze von außen brauche, damit sie nicht wegen der erforderlichen hohen Abschreibungen für notleidende Kredite in Südosteuropa unter die vorgeschriebene Mindest-Eigenkapitalgrenze von 8 % fällt. Es war von einem Kapitalbedarf von mindestens 1,5 Milliarden Euro die Rede.

### Die Verstaatlichung
Am 14. Dezember 2009 kam es nach einer nächtlichen Marathonsitzung – „die Nacht der langen Messer“ – zwischen der Republik Österreich (Verhandler: Finanzminister Josef Pröll und Staatssekretär Andreas Schieder) und der BayernLB unter dem bayerischen Finanzminister Georg Fahrenschon, dem Land Kärnten unter Landeshauptmann Gerhard Dörfler sowie der Grazer Wechselseitigen Versicherung zu folgender Einigung: Die Bank wurde zu dem symbolischen Preis von vier Euro zu 100 % von der Republik Österreich übernommen. Voraussetzung dafür war, dass die BayernLB 825 Millionen, Kärnten 180 Millionen und die Grazer Wechselseitige 30 Millionen Euro in die Bank einbringen. Die Republik Österreich hatte über das 15-Milliarden-Euro-Bankenpaket bis zu 450 Millionen Euro zuzuschießen.
Nach einer dem Abschluss folgenden Krisensitzung des Kabinetts des bayerischen Ministerpräsidenten Horst Seehofer musste der Vorstandsvorsitzende der BayernLB, Michael Kemmer, mit sofortiger Wirkung zurücktreten. Die EU-Kommission genehmigte am 23. Dezember 2009 die Verstaatlichung der HGAA durch Österreich. Gleichzeitig wurde bekanntgegeben, dass die Bank bis Ende März 2010 der EU einen umfassenden Umstrukturierungsplan zu übermitteln habe. Am 8. Jänner 2011 veröffentlichte das österreichische Nachrichtenmagazin profil den geheim gehaltenen Aktienkaufvertrag zwischen der Republik Österreich, der Bayerischen Landesbank und der Hypo Alpe Adria zur Rettung der Bank. Demnach hatte die Bayerische Landesbank ab November 2009 die eigene Tochter gezielt an den Rand der Pleite getrieben und sich vom österreichischen Steuerzahler noch Investments in Milliardenhöhe absichern lassen. Tatsächlich gestand die Republik den Bayern in dem umstrittenen Vertrag weitgehende Kontrollrechte über die künftige Mitgestaltung des Unternehmens zu und verzichtet gleichzeitig auf eine übliche Besserungsklausel. Zudem wurde trotz der prekären Situation die Rückzahlung von bayrischen Krediten im Ausmaß von 3,1 Milliarden Euro garantiert, sollte Österreich „seinen Mehrheitsanteil an der Bank verkaufen oder die Bank aufteilen“ – also etwa in eine Bad Bank und eine Good Bank trennen. Die EU sieht diese Garantien als unerlaubte Beihilfe; seit Herbst 2012 ist daher ein Rechtsstreit zwischen dem Bund und der EU im Gang. Österreich habe schlecht verhandelt, sind sich Kritiker einig. Das verdeutlichen die Zahlen: Während die BayernLB nur 825 Millionen Euro zur Sanierung der Hypo beitragen musste, brachte Österreich nach den bereits überwiesenen Staatshilfen von 900 Millionen Euro noch 1.150 Millionen Euro ein, um die Bank vor der Insolvenz zu retten. Weitere 700 Millionen Euro könnten 2013 fließen; zusätzlich musste das Land Kärnten 180 Millionen aufbringen.
Trotzdem wurde die Verstaatlichung als „alternativlos“ verteidigt, wie der ehemalige Finanzminister Josef Pröll bei seiner Einvernahme im Kärntner Untersuchungsausschuss – der politischen Aufarbeitung des Hypoverkaufs 2007 – am 15. Juni 2011 betonte: Eine Hypo-Pleite wäre wie „Lehman 2“ gewesen; man sei Ende 2009 „mit dem Rücken an der Wand gestanden“. Schuld daran seien in erster Linie die „unvorstellbaren“ Milliardenhaftungen des Landes Kärnten für die Hypo gewesen. Auch der für die Vertragsverhandlungen verantwortliche Jurist und Präsident der Finanzprokuratur, Wolfgang Peschorn, verteidigte als Zeuge die Verstaatlichung: Man habe sich nicht über den Tisch ziehen lassen und hätte sich bemüht, alle rechtlichen Möglichkeiten gegenüber den Bayern auszuschöpfen.
Ein Jahr später gab Peschorn 2012 schließlich im deutschen Magazin Spiegel zu, dass die Republik von den bayrischen Vorbesitzern über viele Punkte getäuscht worden sei: „Es ist, als hätten wir ein Auto mit dem Hinweis ‚Keine größeren Probleme‘ bekommen und danach festgestellt, dass das ganze Fahrgestell verrostet ist.“ Verantwortlich wollte für das Milliardendebakel dennoch niemand sein. Ex-Finanzminister Pröll erinnerte sich bei einem Zivilverfahren im April 2013 vor dem Wiener Handelsgericht überhaupt nur noch vage an die Verstaatlichung, er habe sich auf Experten verlassen. Diese seien, so Zeugen, Peschorn und Alfred Lejsek vom Finanzministerium gewesen. Die Staatsanwaltschaft Klagenfurt hat indessen aufgrund von Anzeigen des Nationalratsabgeordneten Stefan Petzner gegen zwölf an den Verstaatlichungsverhandlungen beteiligten Personen Ermittlungen wegen des Verdachts der Untreue, der Bilanzfälschung und des Amtsmissbrauchs eingeleitet. Unter anderem wurden Ex-Minister Pröll, Ex-Bankchef Franz Pinkl und Finanzprokuraturpräsident Peschorn als Verdächtige genannt, gegen Peschorn wurde eine Anzeige wegen einer mutmaßlichen Falschaussage vor dem Kärntner Untersuchungsausschuss erstattet.
Im Jänner 2010 wurde ein neuer Aufsichtsrat bestellt. Johannes Ditz wurde zum Vorsitzenden und Rudolf Scholten zum stellvertretenden Vorsitzenden gewählt, weitere Mitglieder sind Helmut Draxler und Alois Steinbichler. Im März 2010 bestimmte der Aufsichtsrat den neuen Vorstand der Bank. Vorstandsvorsitzender wurde der ehemalige Chef von KPMG Österreich, Gottwald Kranebitter.
Am 5. April 2011 teilte die Bank mit, im Rahmen eines neuen Werbeauftritts aus dem Logo die Bezeichnung Group zu tilgen.

### Protestaktion

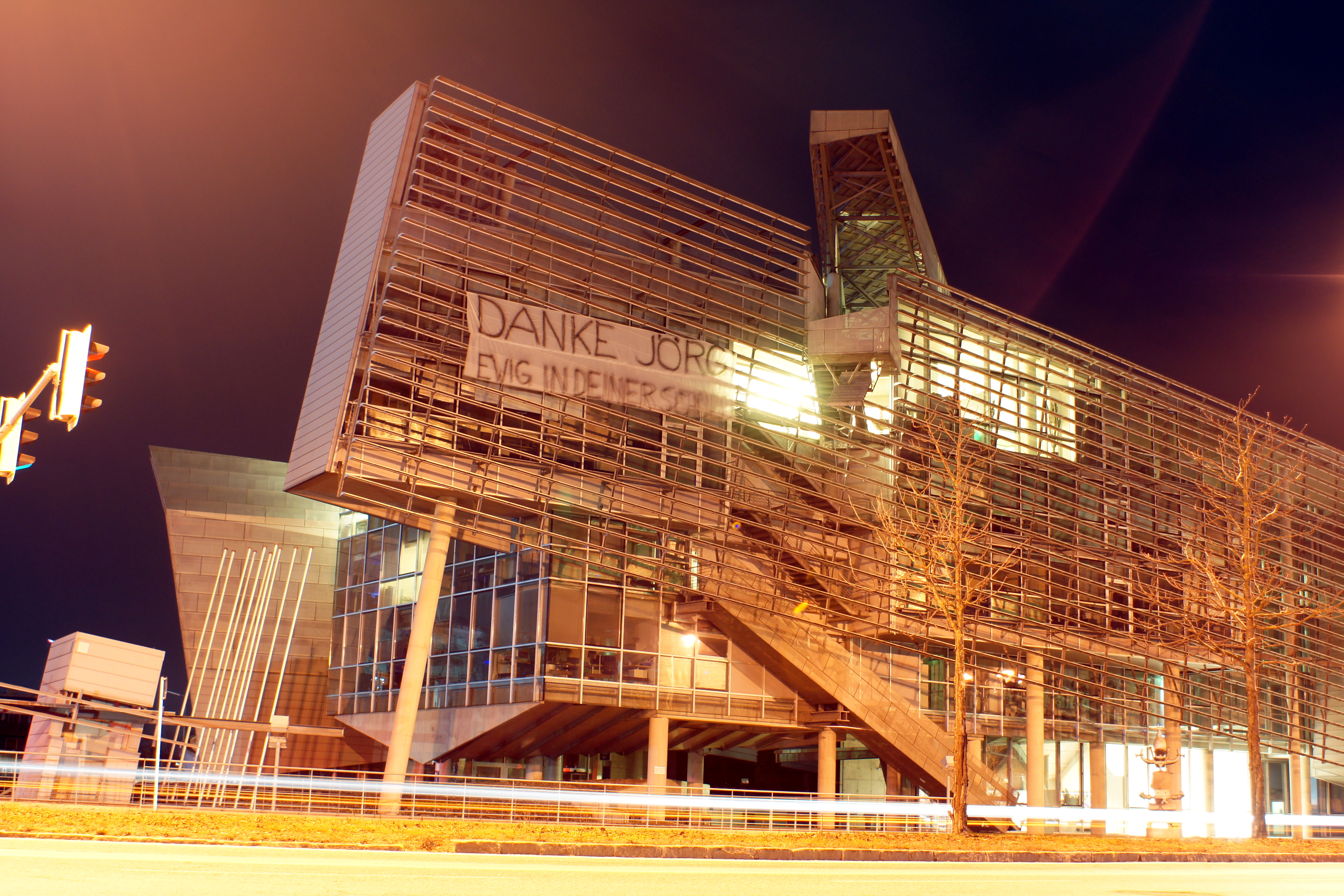
„Danke Jörg! Ewig in deiner Schuld“ Transparent an der Heta-Außenfassade.

In der Nacht auf den 17. März 2016 befestigten Aktivisten ein 18 Meter langes Plakat, mit der Aufschrift „Danke Jörg! Ewig in deiner Schuld“, an der Außenfassade der Heta-Zentrale. Im Laufe des Tages äußerten sich die Aktivisten, welche sich Haiders Erben nennen mit folgendem Statement:

„Im Folgenden wollen wir uns anonym zur ‚Danke Jörg‘-Transparentaktion äußern. Durch das mediale Aufgreifen des Bildes erfuhr die Aktion binnen kürzester Zeit große Resonanz, verbunden mit kontroversen Meinungen. Die Insolvenzverhandlungen laufen seit geraumer Zeit und Kärnten steht, in Anbetracht seiner wirtschaftlichen Lage, keine rosige Zukunft bevor. Uns geht es bei dieser Aktion vor allem darum, die politische Schockstarre, die gekoppelt an mangelnde öffentlich politische Kritik ist, der unsere Bevölkerung scheinbar verfallen ist, zu thematisieren. Die Hypopleite ist ganz klar, eine Verkettung kollektiven Versagens. Neben Jörg Haider würden noch andere Namen ihren Platz auf dem Transparent verdienen. Der Spruch wurde allerdings bewusst gewählt, um ebenfalls auf die weitgehend vorherrschende Kärntner Verweigerungsmentalität aufmerksam zu machen. Diese ist wahrscheinlich auch Resultat einer permanenten Opferrollenzuteilung, der sich die Bevölkerung seit Jahren ausgesetzt fühlt. ‚Würde der Jörg noch leben, er hätte das nicht zugelassen!‘. Diese Aussagen sind oft zu hören und unterstreichen die, unserer Meinung nach, unmündige politische Opferhaltung. Wir müssen dieses Debakel nun hinnehmen und die Konsequenzen scheinbar tragen. Allerdings sollten wir es zumindest als Mahnmal, einer zum Scheitern verurteilten FPÖ-Politik anerkennen, um künftig aus der Vergangenheit zu lernen. Qualifizierter Widerstand, erfordert oftmals populistische Maßnahmen!“

## Organisation der Hypo Alpe Adria
(alle Angaben gemäß offizieller Darstellung)
Die Hypo Alpe-Adria-Bank International und die Hypo Alpe-Adria-Bank Österreich sind Mitglied im Verband der österreichischen Landes-Hypothekenbanken.

### Das Management
Im Jänner 2010 wurde ein neuer Aufsichtsrat bestellt. Johannes Ditz wurde zum Vorsitzenden und Rudolf Scholten zum stellvertretenden Vorsitzenden gewählt, weitere Mitglieder sind Helmut Draxler und Alois Steinbichler. Im April 2013 wird bekannt, dass die beiden Chefs der österreichischen Finanzmarktbeteiligungsgesellschaft FIMBAG Klaus Liebscher und Alfred Wala in den Aufsichtsrat entsandt werden. Gleichzeitig wurde das Mandat von Gottwald Kranebitter als Vorstandsvorsitzender auf weitere drei Jahre verlängert, ebenso wie die Vorstandsverträge von Wolfgang Edelmüller, Rainer Sichert und Johannes Proksch. Kranebitter, ehemals Chef der Wirtschaftsprüferkanzlei KPMG, war im März 2010 in den Vorstand der Bank berufen worden. Am 3. Juni 2013 trat Johannes Ditz als Aufsichtsratsvorsitzender der Hypo Alpe-Adria-Bank International AG mit sofortiger Wirkung zurück, da er laut eigenen Aussagen nicht mit dem Regierungskonzept zur Zukunft der Bank einverstanden sei. Ihm folgte offiziell am Freitag, den 21. Juni 2013 der FIMBAG-Chef Klaus Liebscher als neuer Aufsichtsratsvorsitzender nach. Gottwald Kranebitter gab am 2. Juli 2013 seinen Rücktritt bekannt und schied nach der Veröffentlichung der Halbjahresbilanz 2013 der Hypo Alpe-Adria-Bank International AG am 28. August 2013 aus dem Unternehmen aus. Als Grund für den Rücktritt führte Kranebitter die mehrmonatige, öffentliche Diskussion von Schließungsszenarien und undifferenzierten Kostenspekulationen an, die seinen Worten zufolge große Teile der Sanierungsarbeiten der letzten drei Jahre massiv geschädigt und die wirtschaftliche Situation der gesunden Bankenteile arg in Mitleidenschaft gezogen hätten. Am 20. Dezember 2013 gab die Bank bekannt, dass Alexander Picker mit 1. Jänner 2014 als neuer CEO der Hypo Alpe-Adria-Bank International AG eingesetzt wird. Alexander Picker gilt als Banker mit umfassender Balkan-Erfahrung und war vor seiner Tätigkeit bei der Hypo unter anderem viele Jahre für UniCredit/Bank Austria in Russland, Polen, Serbien und Kasachstan tätig.

## Bauten und Sponsoring

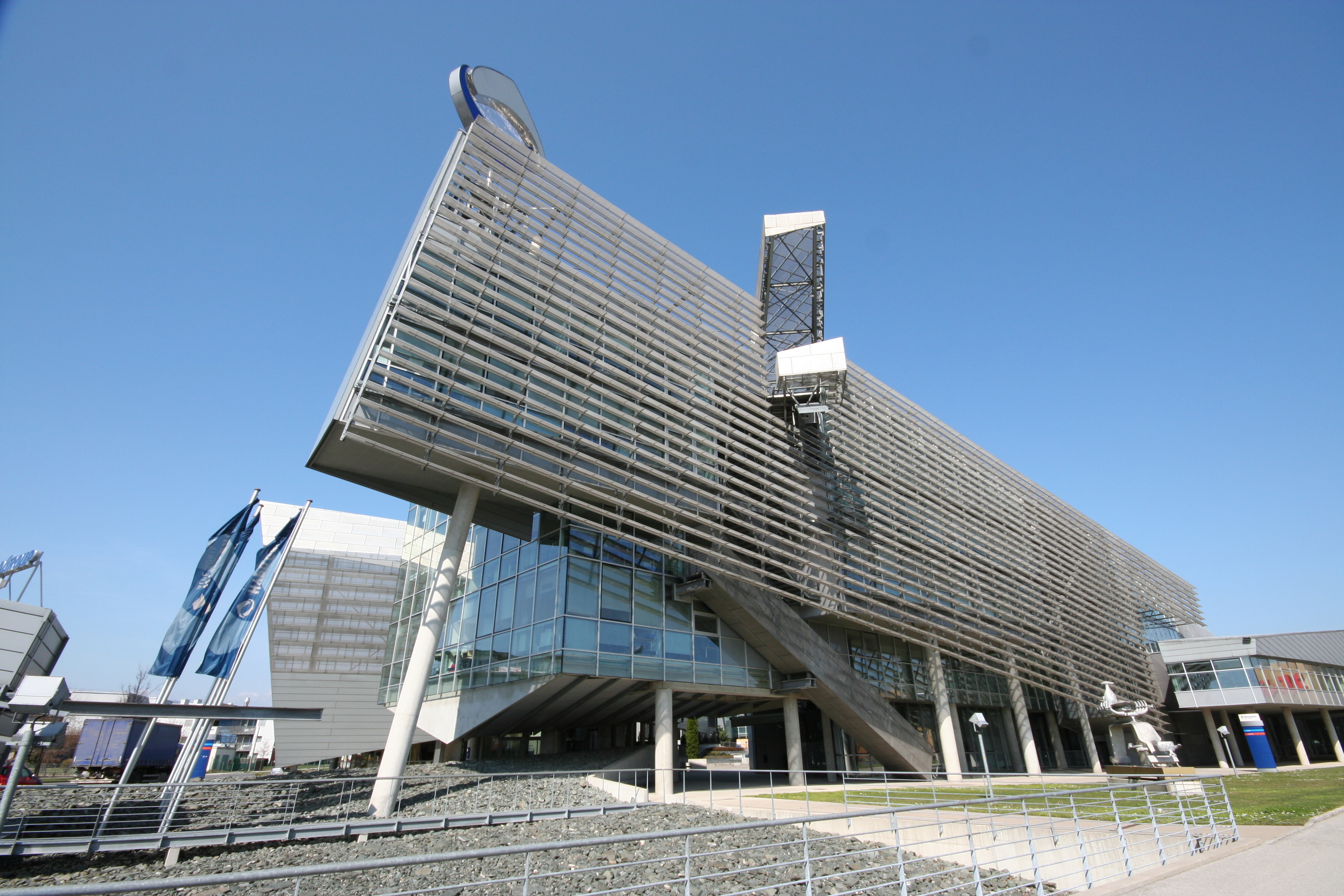
Ehemaliger Hypo Alpe Adria Hauptsitz in Klagenfurt, erbaut 2002 nach Plänen von Thom Mayne

Der vom amerikanischen Architekt Thom Mayne entworfene Hauptsitz der Hypo Alpe Adria befindet sich in der Kärntner Landeshauptstadt Klagenfurt am Wörthersee, Alpen-Adria-Platz. Das Gebäude wurde Ende November 2018 an eine Schweizer Immobilienfirma verkauft, über den Kaufpreis wurde Stillschweigen vereinbart.
- Hypo Group Arena von 2009 bis 2010, Stadion in Klagenfurt, Österreich (heutiger Name Wörthersee Stadion)
- Hypo Group Tennis International von 2006 bis 2008, Tennisturnier in Pörtschach, Österreich

## Finanzaffären um die Hypo Alpe-Adria Bank
Seit 2004 wird über Finanzaffären bei der Hypo Alpe Adria berichtet. Im Juni 2007 wurden durch einen Rohbericht der österreichischen Nationalbank weitere Ungereimtheiten bekannt. Diese reichen von mangelnder Einhaltung von Sorgfaltspflichten und dubiosen Liegenschaftsverkäufen bis hin zum Verdacht der Geldwäsche. Der kroatische Journalist Hrvoje Appelt, der erstmals über die Korruptionsaffairen rund um die Hypo berichtet hatte, bezeichnet die Bank als „eine der größten kriminellen Organisationen in Kroatien – mit mächtigem politischem Hintergrund und Protektion von höchster Stelle“.

### Bilanzfälschung im Zuge von Spekulationsverlusten
Im März 2006 schlug die BAWAG-Affäre in der österreichischen Öffentlichkeit hohe Wellen. Wenig später wurde bekannt, dass auch die Hypo Alpe-Adria-Bank durch Risikospekulationsgeschäfte einen für die Bank erheblichen Verlust in der Höhe von zirka 328 Millionen Euro in den Bilanzen berücksichtigen musste, was nicht zeitgerecht im Jahre 2004 erfolgt war. Auch in diesem Fall nahm die Finanzmarktaufsichtsbehörde (FMA) Ermittlungen auf. Ende März zog der Wirtschaftsprüfer Deloitte das Testat für die Bilanz 2004 zurück. Die FMA erstattete im April 2006 Anzeige gegen das Management der Hypo Alpe-Adria-Bank wegen Bilanzfälschung.
Um einer Amtsenthebung seitens der FMA zu entgehen, trat der bisherige Vorstandsvorsitzende Wolfgang Kulterer zurück und wechselte auf die Position des Aufsichtsratsvorsitzenden der Bank. Da ein solcher Wechsel laut Corporate-Governance-Codex erst nach einer Wartezeit von drei Jahren möglich gewesen wäre, ließ der Aufsichtsrat der Kärntner Landesholding mit den Stimmen von BZÖ- und ÖVP-Vertretern am 16. August 2006 den entsprechenden Passus kurzerhand aus der Banksatzung streichen.
Kulterer wurde schließlich im November 2008 vor dem Klagenfurter Landesgericht wegen Bilanzfälschung zu 140.000 Euro Geldstrafe verurteilt. Er verteidigte sich, die falsche Bilanzierung sei „ökonomisch richtig, aber rechtlich unrichtig“ gewesen, und bekannte sich schuldig. Das Verfahren gegen seinen Vorstandskollegen Günter Striedinger wurde gesondert weitergeführt. Der ebenfalls angeklagte Thomas Morgl erhielt eine Diversion.

### Spekulationsverluste
Am 11. Jänner 2010 wurde bekannt, dass die Hypo hunderte Millionen Euro in der Steueroase Jersey verspekulierte. Demnach hatte die Bank in den Jahren 2001 und 2004 jeweils 75 Millionen Euro an Spekulationskapital auf den Kanalinseln aufgenommen. Ende 2005 gründeten die Kärntner Banker zusammen mit der Deutschen Bank über die US-Steueroase Delaware die HB International Credit Management in Jersey. Diese finanzierte daraufhin zwei Tochtergesellschaften namens Carinthia I und II. Letztere investierten in Papiere unterschiedlicher Bonität, die wiederum von zwei Sondergesellschaften der Deutschen Bank ausgegeben wurden. Im Zuge der Finanzkrise 2007 musste die HB International Credit Management Verluste in Höhe von 210 Millionen Euro einstecken. Sie war zu dem Zeitpunkt mit 842 Millionen Euro in toxischen Wertpapieren veranlagt.
In einem zweiten Anlauf 2007 wurde die HB International Credit Management durch Hypo und Deutsche Bank erneut mit 400 Millionen Euro ausgestattet. Aufgrund der fortschreitenden Finanzkrise musste die Hypo 2008 neuerlich 56 Millionen Euro abschreiben. Dazu kamen Verluste aus der Pleite von Lehman Brothers und dreier isländischer Banken, in deren Produkte ebenfalls investiert wurde.

### Aktienspam-Affäre der Liechtensteiner Tochtergesellschaft
Im August 2007 berichtet The Vancouver Sun, dass die Hypo Alpe Liechtenstein AG, bis Ende 2007 eine hundertprozentige Tochter der Hypo Group Alpe Adria, von der Finanzaufsichtsbehörde von British Columbia zeitweilig vom Börsenhandel ausgeschlossen wurde, da diese zwischen 1. November 2006 und 31. August 2007 mit Spam-Aktien gehandelt habe. Die betreffenden Penny-Stocks waren in Spam-E-Mails zum Kauf angepriesen worden. Da die Hypo Alpe Liechtenstein AG auf Nachfrage der Finanzbehörden – und mit Verweis auf das Bankgeheimnis in Liechtenstein – nicht angeben wollte, in wessen Auftrag sie mit diesen Aktien gehandelt hatte, wurde sie schließlich am 20. Mai 2008 „für alle Zeiten“ vom Wertpapier- und Devisengeschäft in British Columbia ausgeschlossen. Laut dem österreichischen Nachrichtenmagazin Profil sei es „in zivilisierten Teilen der Welt“ vermutlich einmalig, „dass einer Bank von einer Finanzaufsicht auf immer und ewig Wertpapiergeschäfte untersagt werden“. Mittlerweile hält die HGAA nur noch einen Minderheitsanteil von 49 % an der Liechtensteiner Tochtergesellschaft.

### Verdacht auf Insider-Geschäfte beim Verkauf an die BayernLB
Am 1. Jänner 2010 berichtete die Süddeutsche Zeitung, dass sich der Verdacht auf Insider-Geschäfte beim Verkauf der HGAA an die Bayrische Landesbank erhärtet habe. Demnach soll Tilo Berlins Investorengruppe beim Kauf des 9,09-%-Anteils an der HGAA bereits gewusst haben, dass die Bank wenig später von der BayernLB zu einem höheren Preis übernommen wird. Bereits am 31. Jänner 2007 soll es in der Münchner Konzernzentrale der BayernLB eine geheime Gesprächsrunde über den geplanten Verkauf gegeben haben, an der die Bank-Manager Werner Schmidt und Wolfgang Kulterer, Vertraute des im Oktober 2008 verstorbenen Kärntner Landeshauptmanns Jörg Haider, als auch Tilo Berlin anwesend waren. Bisher hatten Schmidt, Kulterer, Berlin und Haider als Zeugen in einem Untersuchungsausschuss des Kärntner Landtags behauptet, sie hätten erst ab März 2007 vom Interesse der BayernLB an der Hypo Alpe Adria erfahren. Tatsächlich konnte die Investorengruppe ihre Beteiligung an der Hypo Alpe Adria nach nur kurzer Zeit am 22. Mai 2007 mit hohem Gewinn von 170 Millionen Euro weiterverkaufen.

#### Mitglieder der Investorengruppe
Welche Investoren sich direkt oder indirekt am Project Knox der luxemburgischen Zweckgesellschaft Berlin & Co. Capital S.a.r.l. beteiligt haben, ist nicht zur Gänze bekannt. Tilo Berlin gab in mehreren Interviews an, dass zwischen 30 und 50 Investoren in Form von Genussscheinen beteiligt seien. Laut einem Hypo-Mitarbeiter sollen es 47 sein, darunter die Privatstiftung von Ingrid Flick, der Witwe von Friedrich Karl Flick, deren Vorstand und Geschäftsführer wiederum Wolfgang Kulterer bis 2010 war. Auch Kulterer selbst soll unter den Investoren sein. Einige Personen beteiligten sich indirekt an dem Deal, zum Beispiel über die Investmentgesellschaft Kingsbridge Capital auf Jersey, die zur österreichischen Hardt Group gehört. Dessen Besitzer, der Wiener Investmentbanker Alexander Schweickhardt, hat die Beteiligung bereits bestätigt. Auch soll laut dem österreichischen Nachrichtenmagazin Format der ehemalige österreichische Finanzminister Karl-Heinz Grasser dabei gewesen sein. Er soll sich noch während seiner Amtszeit mit einer halben Million Euro indirekt über die Schweizer Treuhandgesellschaft Ferint AG beteiligt haben, ohne das gemäß Unvereinbarkeitsgesetz dem Präsidenten des Rechnungshofes zu melden. Grasser ließ die Berichte durch seinen Anwalt dementieren. Am 26. März veröffentlichte Format einen vertraulichen Prüfbericht der Oesterreichische Nationalbank (OeNB), in dem Grassers Geschäfte detailliert nachgewiesen werden. Die Finanzmarktaufsicht (FMA), die die Studie in Auftrag gegeben hatte, leitete daraufhin Sonderermittlungen ein. Geprüft wird, ob die Ferint AG und Karl-Heinz Grasser gegen den Paragrafen 40 des Bankwesengesetzes verstoßen haben. Darin sind die „Sorgfaltspflichten zur Bekämpfung von Geldwäscherei und Terrorismusfinanzierung“ festgeschrieben. Es gilt die Unschuldsvermutung.
Am 14. Jänner 2010 veröffentlichte das österreichische Nachrichtenmagazin profil eine Liste von 46 Investoren, die Tilo Berlin selbst erstellt und der Kärntner Landesregierung vorgelegt hatte. Das Dokument soll im Zuge einer Hausdurchsuchung beschlagnahmt worden sein, die die Münchner Staatsanwaltschaft im Herbst 2009 in Wiener Anwaltskanzleien und am Firmensitz von Tilo Berlin durchführen ließ. Ursprünglich war aufgrund einer irrtümlichen Doppelzählung von 47 Personen die Rede.
| - aus Österreich - Constantia Privatbank AG - Graf Clemens Goess - Michael Gröller - Maxim’s Privatstiftung - HW Equity Beta GmbH - Mathias Orsini-Rosenberg - SE Sports Entertainment Anstalt - Veit Sorger - Miguel Spitzy - Dr. Weiss Beteiligungs-GmbH - Siegbert Metelko (ehemaliger Klagenfurter Vizebürgermeister) - Karl-Heinz Moser - Martin Schwanzer - Graf Ferdinand Orsini-Rosenberg - Friedrich Klausner (soll laut seinen Anwälten nicht beteiligt sein) - Heidegunde Senger-Weiss - Paul Senger-Weiss - Südufer GmbH - Alexander von Leeb - Alexander Wardt - Heinrich Gröller - Elisabeth Gröller - Johannes Wendt - Wulf Dieter Klaus Frisee - Christoph Tscholl - Frapag - Marie Maculan | - aus Deutschland - Hans Werner Aufrecht - Kiefer GmbH - Arndt Klippgen - Piëch Vermögensverwaltung GbR - Oliver Marc Schwarzkopf - Alexander Stärker - Hubert Stärker jun. - Familie Max Stürzer GbR II - Walter Steyer - Ingrid Flick - Anjuta Aigner-Dünnwald - Patrick Nathe - CMB Controlling und Management Beratung GmbH - Hr. Nörenberg - Heinz Dürr GmbH - Helmut Maucher |
| - aus Österreich - Constantia Privatbank AG - Graf Clemens Goess - Michael Gröller - Maxim’s Privatstiftung - HW Equity Beta GmbH - Mathias Orsini-Rosenberg - SE Sports Entertainment Anstalt - Veit Sorger - Miguel Spitzy - Dr. Weiss Beteiligungs-GmbH - Siegbert Metelko (ehemaliger Klagenfurter Vizebürgermeister) - Karl-Heinz Moser - Martin Schwanzer - Graf Ferdinand Orsini-Rosenberg - Friedrich Klausner (soll laut seinen Anwälten nicht beteiligt sein) - Heidegunde Senger-Weiss - Paul Senger-Weiss - Südufer GmbH - Alexander von Leeb - Alexander Wardt - Heinrich Gröller - Elisabeth Gröller - Johannes Wendt - Wulf Dieter Klaus Frisee - Christoph Tscholl - Frapag - Marie Maculan | - aus der Schweiz - Inter Swiss Trust AG - Ferint AG - Karl-Heinz Grasser - Dr. Hauri Trust AG |
| - aus Österreich - Constantia Privatbank AG - Graf Clemens Goess - Michael Gröller - Maxim’s Privatstiftung - HW Equity Beta GmbH - Mathias Orsini-Rosenberg - SE Sports Entertainment Anstalt - Veit Sorger - Miguel Spitzy - Dr. Weiss Beteiligungs-GmbH - Siegbert Metelko (ehemaliger Klagenfurter Vizebürgermeister) - Karl-Heinz Moser - Martin Schwanzer - Graf Ferdinand Orsini-Rosenberg - Friedrich Klausner (soll laut seinen Anwälten nicht beteiligt sein) - Heidegunde Senger-Weiss - Paul Senger-Weiss - Südufer GmbH - Alexander von Leeb - Alexander Wardt - Heinrich Gröller - Elisabeth Gröller - Johannes Wendt - Wulf Dieter Klaus Frisee - Christoph Tscholl - Frapag - Marie Maculan | - aus anderen Ländern - Hardt Group Securities S. A. (Luxemburg) - Cheyne Special Situations Fund L.P. (Großbritannien) - Natascha Nathe (Norwegen) |

Im Zuge der Ermittlungen wurden zwei Journalisten von der österreichischen Staatsanwaltschaft auf Ersuchen der Münchner Staatsanwaltschaft verhört, ohne eine rechtliche Basis dafür zu haben. Die beiden Journalisten sollen gegen den deutschen § 353d StGB (Verbotene Mitteilungen über Gerichtsverhandlungen) verstoßen haben. Da es in Österreich keinen entsprechenden Tatbestand gibt, gilt auch kein Amtshilfeabkommen. Aus diesem Grund wird der österreichischen Justiz von der internationalen Journalistenorganisation Reporter ohne Grenzen ein Anschlag auf die Pressefreiheit vorgeworfen. Die Staatsanwaltschaft, die Fehler einräumte, sagte eine Vernichtung der Protokolle zu.

### Verdacht auf versteckte Parteienfinanzierung
Beim Verkauf der Hypo an die BayernLB sollen mehrere Millionen Euro an die Kärntner Regierungsparteien Die Freiheitlichen in Kärnten (ehemals Kärntner BZÖ) und ÖVP geflossen sein. Zeitungsberichten zufolge sollen Die Freiheitlichen in Kärnten 27 Mio. Euro und die ÖVP rund 13 Mio. Euro erhalten haben.
Unbestritten sind die großzügigen Kredite der Bank an Die Freiheitlichen in Kärnten von 2,6 Millionen Euro und an den BZÖ Parlamentsklub von 892.000 Euro. Die Kärntner SPÖ lieh sich bei der Hypo 1,25 Millionen Euro.
Unter dem damaligen Landeshauptmann Jörg Haider übernahm das Land Kärnten für die Bank eine Haftung, deren Höhe sich, wie später bekannt wurde, auf bis zu 24,7 Mrd. Euro belief. Das entspricht dem über Achtfachen des Kärntner Landesbudgets. Dafür erhält das Land jährlich eine Haftungsprovision. Im Jahr 2003 etwa wurden von der Hypo 8,2 Millionen Euro an das Land Kärnten überwiesen. In Summe lukrierte Kärnten im Zeitraum 2002 bis 2007 48 Millionen Euro. Die Haftungsprovisionen bis 2010 ließ sich Kärnten in einem Schlag von der Bank vorstrecken und besicherte damit einen Kredit von der Hypo in Höhe von 58 Millionen Euro. 20 Millionen Euro davon sollen laut den Grünen in den Wahlkampf der „Großparteien“ geflossen sein.
Ende 2009 betrug die im Kärntner Haushaltsvoranschlag für 2010 nicht aufscheinende Haftung noch 19 Milliarden Euro. Im Jänner 2011 spricht der neue Chef der Bank, Gottwald Kranebitter, von einer Haftung in Höhe von 20 Milliarden Euro oder 36.000 Euro pro Kärntner für Anleihen, die bis 2017 zurückgezahlt werden müssen.
Am 4. Juli 2012 begann am Klagenfurter Landesgericht ein Strafverfahren gegen Josef Martinz und den Steuerberater Dietrich Birnbacher wegen des Verdachts auf Untreue. Am 25. Juli 2012 gestand Birnbacher vor Gericht, dass vereinbart war, Teile seines (wie er bereits zuvor eingestanden hatte, weit überhöhten) Honorars an die ÖVP unter Martinz und das damalige BZÖ unter Jörg Haider (heute Die Freiheitlichen in Kärnten, FPK) weiterzuleiten. Martinz erklärte am selben Tag seinen Rücktritt als ÖVP-Landesparteiobmann; er kündigte an, aus der ÖVP auszutreten, und gestand den Tatvorgang der illegalen Parteienfinanzierung ein, nachdem er diesen vormals des Öfteren geleugnet hatte. Martinz bestritt, dass (wie von Birnbaumer behauptet) der ehemalige Innenminister Ernst Strasser involviert gewesen war.
Das Bekanntwerden der Vorgänge löste Entsetzen aus, Bundespräsident Heinz Fischer sprach von einem „politischen Sumpf“. Die Bundesregierung erwog einen Antrag auf Auflösung des Kärntner Landtages. Die Korruptionsstaatsanwaltschaft leitete Ermittlungen gegen den Landesrat Harald Dobernig (FPK) und drei Sachverständige wegen des Verdachts auf Beitragstäterschaft zur Untreue ein. Ermittlungen gegen den erst kurz zuvor nicht rechtskräftig zu einer bedingten Haftstrafe verurteilten Landesrat Uwe Scheuch (FPK) werden geprüft. Der Kärntner Landeshauptmann Gerhard Dörfler (FPK) bezeichnete die Vorwürfe gegen Martinz, Scheuch und andere als „Menschenhatz“ und lehnte Forderungen nach Neuwahlen ab. Die Kleine Zeitung berichtete, dass im Büro von Uwe Scheuch Akten geschreddert wurden, zog die Meldung aber zurück, „um nicht in Ermittlungen seitens der Behörden einzugreifen“.
Am 27. Juli 2012 wurde eine Sonderlandtagssitzung abgehalten. Im Lauf der Debatte kam es zu groben Unstimmigkeiten und Beschimpfungen. So forderte der FPK-Abgeordnete Grebenjak eine Abgeordnete der Grünen durch Gesten zum Lüften ihres T-Shirts auf. Im Budgetausschuss wurde ein Neuwahlantrag beschlossen. Die FPK drohten damit, Abstimmungen über den Neuwahlantrag durch ständiges Ausziehen aus dem Plenum zu verhindern.
Neben dem Komplettrückzug von Josef Martinz aus der Politik führten die Ermittlungen zu den Rücktritten von Uwe Scheuch (FPK), Achill Rumpold, Stephan Michael Tauschitz und Thomas Goritschnig (alle ÖVP) von ihren Posten.
Am 1. Oktober 2012 wurden in erster Instanz wegen Untreue Josef Martinz zu fünfeinhalb Jahren unbedingter Haft, Dietrich Birnbacher zu drei Jahren Haft, davon zwei Jahre bedingt, Hans-Jörg Megymorez zu drei Jahren Haft und Gert Xander zu zwei Jahren Haft verurteilt.

### Aktienkarussell in Liechtenstein
Am 24. Mai 2012 kam es am Landesgericht Klagenfurt zu den ersten hohen Haftstrafen in der Hypo-Causa: Die beiden ehemaligen Vorstände Wolfgang Kulterer und Günter Striedinger sowie der Klagenfurter Rechtsanwalt Gerhard Kucher und der Steuerberater Hermann Gabriel wurden wegen des Verdachts der Untreue bzw. der Beitragstäterschaft zu mehrjährigen Haftstrafen verurteilt – Kulterer fasst 3 ½ Jahre aus, Striedinger und Kucher jeweils 4, Gabriel 4 ½ Jahre. Die Urteile sind nicht rechtskräftig. Den beiden Bankberatern Kucher und Gabriel wird vorgeworfen, 2004 ein kompliziertes Aktienkonstrukt entwickelt zu haben, mit dem sie nicht nur selbst über ein Stiftungsgeflecht in Liechtenstein finanzielle Vorteile lukrieren konnten, sondern auch der Hypobank durch ein „klassisches Umgehungsgeschäft“, wie es die Richterin bei der Urteilsbegründung beschrieb, nicht vorhandenes Kapital verschaffen zu haben. Die beiden Vorstände Kulterer und Striedinger hätten von dem Vorzugsaktiendeal gewusst und ihn als Experten so niemals zulassen dürfen. Der Hypo selbst sei durch die Malversationen laut Staatsanwaltschaft ein Schaden von 5,49 Millionen Euro entstanden. Überraschend wurde die Bank im Strafprozess mit ihren Forderungen auf den Zivilrechtsweg verwiesen – am Handelsgericht Wien ist ein Schadenersatzprozess über 48 Millionen Euro anhängig.

### Faule Kredite

#### Styrian Spirit
Mehr als zehn Milliarden Euro beträgt der Abbauteil der Hypo 2013 – das Gros davon ist durch faule Kredite verschuldet, die vor allem in Osteuropa, aber auch in Österreich leichtfertig und ohne ausreichende Bonitätsüberprüfungen oder auch Sicherstellungen vergeben worden sein sollen. Unter anderem wurde Ex-Vorstand Wolfgang Kulterer 2013 abermals wegen Untreue zu 2 ½ Jahren Gefängnis verurteilt, weil er gemeinsam mit dem ehemaligen Hypo-Österreich-Vorstand Gert Xander und einem Prokuristen 2005 an die Fluglinie Styrian Spirit zwei Millionen Euro Kredit vergeben hatte – trotz Warnungen vor der maroden Finanzlage des Unternehmens und ohne Besicherung. Die Styrian Spirit erlitt eine finanzielle Bruchlandung, die Hypo blieb auf zwei Millionen Euro Schaden sitzen. Kulterer hatte sich stets darauf berufen, nur im Auftrag des verstorbenen Kärntner Landeshauptmannes Jörg Haider gehandelt zu haben. Haider hätte mit der regionalen Fluglinie die Kärntner Wirtschaft beleben wollen – ohne Rücksicht auf die wirtschaftlichen Schwierigkeiten der Styrian Spirit. Im ersten Prozess 2011 waren Kulterer und seine Mitangeklagten deshalb auch noch von Richter Norbert Jenny freigesprochen worden; der Oberste Gerichtshof ordnete aber eine Neudurchführung des Verfahrens wegen Untreue an. Dieses endete unter Richter Christian Liebhauser mit Schuldsprüchen, die von den Angeklagten bekämpft werden.

#### Projekt Skiper
Auch Günter Striedinger soll mit etlichen dubiosen Kreditvergaben nachhaltig zum Vermögensverfall bei der Hypo beigetragen haben. Er galt in der Bank ab 2000 als Mastermind für Kroatien, wo er vor allem Großprojekte wie die Hotelanlage Skiper in Savudrija in Istrien, eine Finanzierung der kroatischen Firmen AB Maris und Darija oder das Tourismusprojekt Jaklan zuständig war, welche von den Ermittlungsbehörden wegen Verdachts krimineller Machenschaften untersucht werden. Auch wird Striedinger immer wieder mit dem inhaftierten kroatischen General Vladimir Zagorec in Verbindung gebracht. Ein Eingeweihter berichtete, dass sowohl Striedinger als auch Kulterer beste Kontakte zu kroatischen Kunden gepflogen hatten und Gelder oftmals heimlich in Koffern in Learjets transportiert wurden. Auch im Schloss Freyenthurn bei Klagenfurt soll es kurzzeitig einen Tresor für Bargeldtransfers gegeben haben. Insgesamt hat die Hypo gegen ihren einstigen Vorstand Striedinger mehr als 30 Anzeigen eingebracht.

#### Die Consultants-Affäre
2007 hat die Hypo noch vor dem Einstieg der Bayern die sogenannte Hypo Consultants verkauft, in der Immobilien und Projekte im Finanzierungsumfang von 225 Millionen Euro enthalten waren. Der Deal mit der kroatischen Auctor-Gruppe wurde als Erfolg gefeiert und führte zur Ausschüttung einer Sonderdividende von 50 Millionen Euro 2008 an die ehemaligen Eigentümer Land Kärnten, Grazer Wechselseitige und die Berlin-Gruppe. Doch das vermeintliche Riesengeschäft entpuppte sich als Reinfall: Denn die Auctor bzw. ihre Nachfolgeunternehmen hätten Außenstände von mehr als 250 Millionen Euro, die von der Hypo wertberichtigt werden mussten. 2011 hat die Bank daher in der Causa eine Zivilklage gegen die Nutznießer der Dividende und zehn ehemalige Bankmanager und Aufsichtsräte wie Wolfgang Kulterer, Siegfried Grigg und Othmar Ederer eingebracht. Die Kredite wären sorgfaltswidrig vergeben worden; die Gewinne wären vorgetäuscht, die Sonderdividende damit rechtswidrig gewesen.

### Schuldenerlass für FPÖ-Politiker
Im Jahr 1997 erlässt die Bank dem FPÖ-Nationalrat Heinz Anton Marolt umgerechnet 2,18 Millionen Euro Schulden. Im Jahr 2010 wurde deshalb gegen Kulterer ein Ermittlungsverfahren wegen des Verdachts der Untreue eingeleitet. Es wurde im Jänner 2014 mangels nachweisbarem Schädigungsvorsatz eingestellt.

## Aufarbeitung und Restrukturierung

### CSI Hypo
Nach der Verstaatlichung Ende 2009 gab im Februar 2010 Finanzminister Josef Pröll bei einer Reise im indischen Mumbai vor österreichischen Journalisten die Gründung einer eigenen CSI Hypo bekannt. Ein 100-köpfiges Team aus Forensikern, Wirtschafts- und Rechtsexperten sollte „jeden Beleg zweimal umdrehen“, um die Ursachen für den rapiden Vermögensverfall und den Verbleib des Geldes herauszufinden. Diese Sondereinheit wurde in Anspielung an die beliebten TV-Krimiserien CSI genannt – ein Marketinggag, wie Kritiker meinen. Der Grüne-Finanzsprecher Werner Kogler warnte, dass aus einer CSI leicht ein „Aktenzeichen Hypo ungelöst“ werden könnte. Als Leiter der CSI wurde der Präsident der Finanzprokuratur Wolfgang Peschorn eingesetzt, nach außen hin trat allerdings der Grazer Rechtsanwalt Guido Held als Sprecher in Erscheinung. Held geriet unter Beschuss, weil er gleichzeitig als Rechtsvertreter der Bank fungierte und Rechtsmittel gegen Ermittlertätigkeiten wie Hausdurchsuchungen, Beschlagnahmungen oder Kontenöffnungen einbrachte. Geplant war, dass die CSI Hypo noch 2010 Ergebnisse vorlegen kann.
Allerdings stockten die Ermittlungen nach wenigen Monaten, zwischen dem CSI-Leiter und Bankchef Gottfried Kranebitter kam es wiederholt zu Auseinandersetzungen. Kranebitter beklagte öffentlich, dass er sich im täglichen operativen Bankgeschäft und dem Versuch, das Unternehmen zu restrukturieren und verkaufsfit zu machen, beschränkt fühle; die CSI beharrte ebenso öffentlich auf punktgenaue Untersuchungen ohne Rücksicht auf den Finanzmarkt und die angespannte Situation der Hypo. Ergebnisse gab es nicht; für Belustigung sorgte ein Zeitungsbericht über einen bosnischen Häftling, der sich als Hypo-Spion angeboten hatte und immerhin einen Termin mit einem Beamten der Sonderkommission erhielt: Er bot an, sich für entsprechendes Salär in die „Hypo-Unterwelt“ einzuschleichen. Auch Aufsichtsratsvorsitzender Johannes Ditz drängte aufgrund der Pannen mehrmals darauf, die Tätigkeit der CSI einzustellen.
Im Mai 2012 passierte dies schließlich. Ein sogenannter externer Beauftragter Koordinator wurde eingesetzt, um die bisherige CSI in die Gesellschaft – Abteilung Forensics – überzuleiten. Es handelt sich dabei um Georg Krakow, vormals Staatsanwalt in der BAWAG-Affäre und danach Kabinettschef unter Justizministerin Claudia Bandion-Ortner. Er und sein Team sollen mehr als 1100 Einzelfälle aufarbeiten und ein Datenmaterial von 4,7 Millionen Dokumenten mit einer elektronischen Spezialsoftware aufbereiten. Die Verpflichtung der Bank zur Aufarbeitung ihrer Vergangenheit wurde in der Satzung verankert; „Forensics“ steuert diese Tätigkeit im In- und Ausland, wobei der Fokus auf Ermittlungsarbeit in Liechtenstein sowie der Aufarbeitung der Themenkomplexe BayernLB Eigenkapital, Consultants und Vorzugsaktien liegt. Mit Ende 2012 wurden 74 Sachverhaltsdarstellungen mit einer Gesamtschadenssumme von rund 670 Millionen Euro im In‐ und Ausland bei den zuständigen Staatsanwaltschaften eingebracht. Zusätzlich sind bei den Zivilgerichten in Österreich im Jahr 2013 5 Zivilprozesse gegen ehemalige Entscheidungsträger und Drittparteien mit einem Gesamtstreitwert von rund 107,0 Millionen Euro anhängig.

### Das Kleiner-Gutachten
Im August 2011 wurde der Grazer Gerichtsgutachter und Wirtschaftsprüfer Fritz Kleiner vom Eigentümer Republik sowie der Bank mit der Erstellung eines Gutachtens über die Zeit der BayernLB beauftragt. Ende April legt Kleiner, der auch im Bawag-Skandal als Gerichtssachverständiger engagiert wurde, eine mehr als 700 Seiten starke Expertise vor, in der er mehrere bislang unberücksichtigte Punkte aufdeckt. Zum einen kritisiert er heftig die Arbeit von Tilo Berlin als Vorstandsvorsitzenden der Bank, der untätig gewesen sei und völlig überzogene Bezüge kassiert hätte. „Die Bayern wollten die Bank um jeden Preis haben; als sie sie schließlich hatten, wurde hingegen Missmanagement betrieben. Und dieses schreibt Kleiner vor allem einer Person zu: Tilo Berlin“, zitieren Medien.
Für Aufregung sorgte Kleiners Einschätzung als Wirtschaftsprüfer, dass die BayernLB den Ausstieg bei der Hypo schon länger geplant hatte. Denn kurz vor der Übernahme durch den österreichischen Staat kappten die Deutschen noch 2009 bei der Hypo Kreditlinien in dreistelliger Millionenhöhe. Ende 2009 wurde das Klagenfurter Institut mit der Verstaatlichung vor der Pleite gerettet. Laut Kleiner hatten die Bayern schon ein Jahr zuvor beschlossen, sich von der Österreich-Tochter zu trennen – wie auf Seite 566 des Gutachtens steht: „Laut Aussagen von Georg Fahrenschon, dem damaligen bayerischen Minister für Finanzen, wurde als mittelfristige Perspektive in der Verwaltungsratssitzung am 29. November 2008 beschlossen, sich von der Hypo zu trennen und die Osteuropa-Strategie aufzugeben.“ Staatshilfen der Republik wurden jedoch mit Rücksicht auf das Osteuropa-Engagement der Bank und der Systemrelevanz des Konzerns in osteuropäischen Staaten gewährt. Die Oesterreichische Nationalbank stufte die Hypo zu dem Zeitpunkt noch als „nicht distressed im Sinne unmittelbar erforderlicher Rettungsmaßnahmen“ ein.
Zum anderen zeigte das Kleiner-Gutachten auf, dass die bis 2014 laufenden Kreditlinien der BayernLB über 3,1 Milliarden Euro nicht wie noch im Verstaatlichungsvertrag festgesetzt als Darlehen an die einstige Tochter Hypo, sondern als Eigenkapitalersatz zu sehen seien. Dadurch müsse die Bank weder die laufenden Zinsen daraus bedienen noch das Kapital ersetzen. Laut Gutachten flossen zwischen Februar und Oktober 2008 rund 2,9 Mrd. Euro – bar jeder Zweckverwendung in den Darlehensverträgen. Sollte das Geld der Verlustabdeckung gedient haben, „die BLB davon gewusst haben“, zitiert eine Zeitung aus Kleiners Gutachten. Die Hypo beauftragte deshalb einen weiteren Sachverständigen.

### Streit mit Bayern
Die BayernLB hatte in der Hypo Alpe Adria als Eigentümerin nur ein kurzes Gastspiel: von 2007 bis zur Verstaatlichung 2009. Während dieser Zeit versenkten die Bayern nach eigenen Angaben 3,7 Milliarden Euro Steuergeld in der Kärntner Bank. Weitere 3,1 Milliarden Euro sind, wie im Verstaatlichungsvertrag festgehalten, Darlehen, die in mehreren Tranchen zwischen März 2008 und Juni 2009 an die notleidende Tochter ausgeschüttet wurden. Bis Dezember 2012 hatte die Hypo diese umstrittenen Kreditrückzahlungen samt Zinslast bedient – aufgrund des Kleiner-Gutachtens wurden die Zahlungen schließlich eingestellt: Brieflich informierte die Bank die BayernLB, dass die Hypo bzw. die Republik Österreich als neue Eigentümerin doch von Eigenkapital ausgingen, das die BayernLB als Gesellschafterin in die Hypo gepumpt habe. Sie erklärte die geflossenen Gelder nach Paragraf 1 EKEG (Eigenkapitalersatzgesetz) als eigenkapitalersetzend und berief sich darauf, dass die 3,1 Milliarden in Zeiten der Krise geflossen seien. Damit seien sie nicht zurückzuzahlen. Die BayernLB reagierte auf den Zahlungsstopp mit einer Klage beim Landgericht München, in der 2,3 Milliarden samt Zinsbelastung gefordert werden. „I want my money back“, erklärte der bayrische Finanzminister Markus Söder der österreichischen Finanzministerin Maria Fekter bei einem Besuch in Wien. Das Zitat ist eine Anspielung auf jenen Satz, mit dem einst die britische Premierministerin Margaret Thatcher den sogenannten Briten-Rabatt bei der EU ausverhandelt hatte.
Auch an anderer Front geht die Kurzzeiteigentümerin BayernLB gegen ihre einstige Tochter vor: Am Handelsgericht Wien läuft eine Klage gegen die Mitarbeiterprivatstiftung der Hypo (MAPS), von der die BayernLB 2007 in zwei Tranchen Aktien um 117 Millionen Euro gekauft hatte. Die BayernLB fühlte sich bei dem Deal getäuscht, weil ihr die eigenkapitalschädlichen Nebenabsprachen bei Vorzugsaktien vorenthalten worden seien. Die Klage wurde ursprünglich auf 50 Millionen Euro eingebracht, dann aber wegen des hohen Prozessrisikos und der immensen Verfahrenskosten auf zehn Millionen reduziert. Sie gilt als Versuchsballon: Wäre die BayernLB mit ihren Forderungen gegenüber der MAPS erfolgreich, könnte sie die anderen Verkäufer – Land Kärnten, Grawe und Tilo Berlins Investorengruppe – auf Rückabwicklung des Geschäfts klagen.

### Reorganisation
Als Folge der Verstaatlichung wurde vom neuen Alleineigentümer Republik ein neues Management eingesetzt, das einen klaren Auftrag zur Restrukturierung des Bankenkonzerns erhielt. Grundlage dafür war laut Bank eine „Vier‐Säulen‐Strategie“ mit dem Ziel, die Hypo Alpe Adria wirtschaftlich neu zu strukturieren und einzelne Bereiche wieder fit für den Markt und damit verkäuflich zu machen. Im Geschäftsbericht für das Jahr 2012 berichtete die Bank, dass seit der Verstaatlichung landes‐ und bundesbehaftete Garantien im Ausmaß von 5 Milliarden Euro von 21 auf 16 Milliarden Euro abgebaut worden seien und im gleichen Zeitraum die Bank um über 7 Milliarden Euro oder knapp ein Fünftel auf eine Bilanzsumme von 33 Milliarden Euro schrumpfte, damit etwa bei der Größe von 2006 läge. Mit dem Verkauf der beiden aluminiumverarbeitenden Betrieben TLM‐TVP bzw. Aluflexpack in Kroatien zog sich die Hypo Alpe Adria 2012 gänzlich aus dem Industriebereich zurück. Zur gezielten Umsetzung der Restrukturierung wurden die strategischen Säulen Österreich (HBA), Italien (HBI), Südosteuropa (SEE) und Abbau (HETA Asset Resolution) gebildet. Während die Säulen Österreich, Italien und SEE einer grundlegenden Umstrukturierung für die Wiederherstellung der Profitabilität unterzogen werden sollten, kumulierte die Säule Abbau alle nicht‐strategischen Assets, die planmäßig und wertschonend abgewickelt werden sollten.
„Heta Asset Resolution“ umfasste damit alle nicht mehr privatisierbaren Unternehmensteile wie etwa faule Kredite, Bankrottbeteiligungen und nicht verwertbare Immobilien. Ein Abbau sollte zwar „kapitalschonend“ erfolgen, aber sich über Jahre hinziehen. Der Umfang dieser Lasten lag bei 11,7 Milliarden Euro. Vorstandsvorsitzender Gottwald Kranebitter forderte für diesen Teil der Bankbilanz die Einrichtung einer sogenannten „Bad Bank“, um den operativen Bereich von Altlasten zu befreien. Die Österreichische Nationalbank bewertete das gesamte Verlustrisiko für den Eigentümer Republik bei einer Liquidation der Hypo in einem Strategiepapier im April 2013 mit bis zu 16 Milliarden Euro.
Am 30. Oktober 2014 erlosch die Banklizenz der ehemaligen Hypo Alpe Adria, die nun als „Heta Asset Resolution“ firmiert. Die Italien-Tochter wurde über die „HBI-Bundesholding AG“ ebenfalls dem Finanzministerium unterstellt, während die Beteiligungen auf dem Balkan bis zu einem Verkauf auf die FIMBAG übertragen wurden.

### Verkaufsprozesse

#### Tochterbanken
Die Richtlinien der EU-Kommission für eine Verstaatlichung sehen die rasche Abwicklung und Zerschlagung vor. Im Fall der Hypo gilt die Österreich Tochter als profitabel. Die Hypo Bank Österreich (HBA) konnte 2012 im zweiten Jahr in Folge bei einer Bilanzsumme von 3,8 Milliarden Euro 17 Millionen Euro Gewinn erwirtschaften. Ihr Buchwert liegt bei 150 Millionen Euro. Um das Unternehmen mit 14 Filialen für Käufer attraktiver zu machen, wurde im September 2012 die Abspaltung der nicht strategischen Geschäftsportfolios der HBA in die Muttergesellschaft Hypo Alpe Adria Bank International AG durchgeführt. Damit wurde die „Braut herausgeputzt“, wie Zeitungen berichten. Am 31. Mai 2013 wurde bekannt gegeben, dass die Hypo Bank (HBA) um 65,5 Millionen Euro an die Anadi Financial Holdings Pte. Ltd des britischen Staatsbürgers mit indischen Wurzeln, Sanjeev Kanoria, verkauft worden ist. Er erwarb mit der Bank nicht nur das österreichische Filialnetz, sondern auch eine europäische Banklizenz und das Emissionsrecht für Pfandbriefe. Bei der Vertragsunterzeichnung wurde besonders das starke Bekenntnis zur Region und den Entwicklungspotenzialen der Hypo in Kärnten durch den Investor hervorgehoben. Das künftige Engagement von Anadi Financial verspreche für die Hypo in Kärnten die Möglichkeit, neue Produkte in weiteren Märkten anzubieten und ihre Marktstellung auszubauen und weiter zu festigen, versprach Kanoria in Wien. Dass die Bank weit unter dem Buchwert verkauft werden musste, sei laut Aufsichtsratsvorsitzenden Johannes Ditz die Schuld der monatelangen Diskussion über die Hypo. „Die Bank wird kaputt geredet“, klagte er. Das koste allein beim Verkauf der Hypo Österreich mindestens 30 Millionen Euro.
Noch schwieriger gestaltet sich der Verkauf der Hypo Italien, deren Kaufpreis bei etwa 350 Millionen Euro liegt, sowie die Reprivatisierung des osteuropäischen Bankennetzes der Hypo: Für das SEE-Netzwerk bestehend aus den Ländern Slowenien, Kroatien, Bosnien und Herzegowina, Serbien und Montenegro wurde zwar der Reprivatisierungsprozess gestartet; aufgrund der Bankenkrise galten die Töchter vorerst als Ladenhüter, wurden aber schlussendlich im Winter 2014 an ein Konsortium aus der US-Fondsgruppe Advent und EBRD verkauft und firmieren seither unter der Marke Addiko Bank.

#### Immobiliendeals
Im Zuge der Restrukturierung muss sich die Bank von ihrem umfangreichen Immobilienportfolio trennen. Einer der spektakulärsten Deals betrifft das Schloss Velden, das noch unter Wolfgang Kulterer und Jörg Haider im Juli 2005 von Playboy-Fotograf Gunter Sachs angekauft worden war, um aus dem brach liegenden Wörtherseejuwel eine 5-Stern-Deluxe-Herberge zu machen. Mehr als 120 Millionen Euro steckte die Bank in die Umbauarbeiten und den laufenden Hotelbetrieb, ehe das Haus nach einem gescheiterten Geschäft mit dem Italiener Ugo Barchiesi am 29. Juli 2011 an die Amisola-Gruppe verkauft wurde. Hinter dem Immobilieninvestor steckt Billa-Gründer Karl Wlaschek, der mit dem Schloss Velden persönliche Erinnerungen verbindet: Hier spielte er vor seinem Aufstieg zum Kaufhaus-Tycoon als Charly Walker in einer Band auf. Der kolportierte Kaufpreis für das Schloss soll 48 Millionen Euro betragen. Das Luxushotel wird von der Falkensteiner Michaeler Tourism Group geführt.

#### Geisterschiffe
Für Schlagzeilen sorgten „Hypo-Geisterschiffe“ in der Adria. Laut ersten Befürchtungen der CSI wäre jedes fünfte von der Bank finanzierte Schiff verschwunden. 2012 konnte Vorstand Gottwald Kranebitter Entwarnung geben: Von 2000 Yachten blieben letztlich nur zwölf unauffindbar; bei allen anderen klärten sich Verbleib und Finanzierung.

### Griss-Kommission
Nachdem die Forderung nach einem parlamentarischen Untersuchungsausschuss mehrmals im österreichischen Nationalrat keine Mehrheit gefunden hatte, obwohl eine entsprechende Online-Petition von mehr als hunderttausend Bürgern unterzeichnet worden war, setzte die Regierung am 25. März 2014 eine Untersuchungskommission ein, die unter der Leitung der ehemaligen Präsidentin des Obersten Gerichtshofs, Irmgard Griss, beginnend mit 1. Mai 2014 die Vorgänge um die Hypo Alpe Adria untersuchte. Weitere Mitglieder der Kommission waren Manuel Ammann, Carl Baudenbacher, Ernst Wilhelm Contzen und Claus‐Peter Weber. Im Juni 2014 trafen sich die fünf Mitglieder der Griss-Kommission zu ihrer ersten Besprechung in Wien, ihre Untersuchungen unterlagen dem Amtsgeheimnis. Die Kosten für die Kommission sollen weniger als eine halbe Million Euro betragen, der Endbericht wurde im Dezember 2014 vorgelegt. Die Kommission kam zum Schluss, dass die Verstaatlichung der Bank im Jahr 2009 nicht alternativlos war, und sieht ein Versagen aller Kontrollinstanzen. Auch sei in den Jahren danach die Entscheidung über die Gründung einer Bad Bank aus politischen Motiven immer wieder verschoben worden und dadurch zu spät gehandelt worden. Im März 2015 veröffentlichte der österreichische Rechnungshof einen Prüfbericht und sieht ebenso eine unzureichende Aufsicht durch die beteiligten Aufsichtstellen FIMBAG, OeNB, Finanzmarktaufsichtsbehörde und Finanzministerium.

### Parlamentarische Untersuchungsausschüsse
Zwischen November 2006 und Juli 2007 fand im Österreichischen Parlament auf Antrag von Grünen, SPÖ und FPÖ ein Untersuchungsausschuss zum Thema Finanzmarktaufsicht, BAWAG, Hypo Alpe-Adria und weitere Finanzdienstleister statt. Den Vorsitz führte Martin Graf (FPÖ).
Am 26. Februar 2015 nahm der parlamentarische Hypo-Untersuchungsausschuss zur Untersuchung der politischen Verantwortung für die Vorgänge rund um die Hypo Group Alpe-Adria seine Arbeit auf. Es ist dies der 22. Untersuchungsausschuss der Zweiten Republik und der erste, der von der Opposition eingesetzt wurde, nachdem dies erst seit 2015 möglich war.

## Verhandlungen mit der EU

### Zeitdruck für Österreich
Der Zeitplan für die nötigen Restrukturierungsmaßnahmen sorgt für Probleme mit der EU, die in verstaatlichten Banken eine Wettbewerbsverzerrung sieht und nur knappe Fristen für eine Reprivatisierung zulässt. 2008 hat die Bank noch unter den Bayern erstmals um Staatshilfe angesucht. Für EU-Wettbewerbskommissar Joaquín Almunia beginnt damit schon die fünfjährige Frist für die Reprivatisierung zu laufen. Er fordert eine rasche Zerschlagung und den „Notverkauf“ der Töchterbanken noch 2013. In einem Schreiben informiert er am 14. März 2013 Finanzministerin Maria Fekter darüber, dass er „starke Zweifel an der Stichhaltigkeit des HGAA-Geschäftsmodells habe“ und „keine Entscheidung zugunsten der HGAA vorschlagen kann“, wie das Nachrichtenmagazin „Profil“ zitiert. „Die Summe aus bereits erhaltenen und nun gewünschten weiteren Kapitalmaßnahmen … machen aus der Hypo Alpe-Adria eine der meistsubventionierten Banken in der Europäischen Union. Ich muss auch daran erinnern, dass dies einer der längsten Fälle ist, mit denen wir uns seit Ausbruch der Finanzkrise auseinandersetzen müssen. Von Anfang an hörten wir Beteuerungen seitens Österreichs, dass die Bank eine umfassende Restrukturierung in Angriff genommen habe.“ Österreich hat um mehr Zeit für die Restrukturierungsmaßnahmen gebeten. Schließlich hatte die Republik die Hypo erst Ende 2009 übernommen; das neue Management erst im Frühling 2010 eingesetzt. Eine Zerschlagung, wie von Almunia bis Jahresende 2013 gefordert, würde im Worst-Case-Szenario rund 16 Milliarden Euro kosten. Die Bank müsste Notverkäufe durchführen, alle Staatshilfen refundieren und auf die Garantien des Bundes verzichten – damit wäre ein operatives Geschäft nicht mehr möglich und eine Liquidation unvermeidbar. Um das zu verhindern, wurde im Mai 2013 eine eigene Task Force eingesetzt, die mit Brüssel weiterverhandeln soll. Am 3. September 2013 gab die Europäische Kommission per Pressemitteilung bekannt, dass der vom Bundesministerium für Finanzen übermittelte Restrukturierungsplan den geltenden EU Beihilfevorschriften entspricht. Laut Plan werden die marktfähigen Teile der Bank verkauft, während die verbleibenden, nicht rentablen Teile in einem geordneten Prozess abgewickelt werden. Ein Kaufvertrag für die österreichische Tochtergesellschaft wurde bereits im Mai unterzeichnet, das Netzwerk der südosteuropäischen Banken soll spätestens zum 30. Juni 2015 verkauft werden.

### Rechtsstreit um Garantie
Auch ein weiterer Aspekt in der Hypocausa sorgte für Spannungen zwischen Wien und Brüssel. Die EU-Kommission qualifizierte am 25. Juli 2012 eine Finanzierungsgarantie Österreichs gegenüber der BayernLB als staatliche Beihilfe. Gemeint sind damit jene Garantien, die von der Republik im Zuge der Verstaatlichung für 3,1 Milliarden Euro übernommen worden sind. Der Bund hat gegen diese Beihilfen-Entscheidung eine Nichtigkeitsklage beim EU-Gerichtshof eingebracht: Man sei in dem Beihilfenverfahren nicht gehört worden; zudem hätte sich die EU-Kommission nicht mit der Frage, ob das Geld Eigen- oder Fremdkapital sei, beschäftigt.

## Abwicklung der Heta
Am 1. März 2015 beschloss der Bund, der Heta kein zusätzliches Geld mehr zur Verfügung zu stellen. Die Bad Bank Heta wird jetzt von der Finanzmarktaufsicht abgewickelt; bezüglich ihrer Schulden wurde ein Moratorium bis zum 31. Mai 2016 verhängt.
Die Abwicklung stützt sich auf das seit 1. Jänner 2015 geltende Bankensanierungs- und Abwicklungsgesetz, mit dem auch private Gläubiger einbezogen werden können.
Betroffen von diesem Zahlungsstopp waren österreichische Hypobanken (Hypo Tirol, Hypo Niederösterreich, Hypo Steiermark – über die Pfandbriefstelle) wie auch deutsche Banken, etwa Commerzbank, Düsseldorfer Hypothekenbank, NordLB und Dexia Kommunalkredit.
Die ebenfalls betroffene Erste Abwicklungsanstalt (die Bad Bank der WestLB) will die Heta verklagen.
Im Juni 2015 verklagten die Berlin Hyp, die Helaba, die HSH Nordbank und die Norddeutsche Landesbank die Bad Bank der Hypo Alpe Adria auf Rückzahlung von insgesamt 218 Mio. Euro.
November 2016 wird medial thematisiert, dass für das Zusammenziehen von 3 Finanzbehörden – Finanzamt, eine Stelle des Finanzgerichtes und Finanzpolizei – mit insgesamt 400 Mitarbeitern ein neues Gebäude (Gleichenfeier Juni 2016, geplante Inbetriebnahme Mai 2017) in Klagenfurt errichtet wird, wo doch das Gebäude der Heta (ex Hypo Alpe Adria, beherbergte einmal 1000 Mitarbeiter) im Besitz des Bundes wäre. Der Neubau wird von einem privaten Bauträger aus Klagenfurt errichtet und dann angemietet. Das Finanzministerium erläutert, dass Ausschreibung und Zuteilung schon 2015 erfolgt, sich die ehemalige Hypo-Zentrale sich nicht beworben habe und die jetzige Lösung für den Steuerzahler die günstigste wäre, ohne konkrete Preise zu nennen. Das Finanzministerium hätte auch keinen Zugriff auf das ex-Hypo-Gebäude. In diesem Gebäude, dessen Büroflächen als verwinkelt bezeichnet werden, wurden die Büros der verbliebenen 300 Heta-Mitarbeiter zusammengerückt, um leichter einen (Teil-)Mieter zu finden.
Am 14. Dezember 2016 beschloss der zuständige Landtagsausschuss, dass das Land Salzburg seine letzte 8,16 % Anteil an der Salzburger Hypo Bank an den Mehrheitseigner Raiffeisenlandesbank Oberösterreich verkauft. Der Erlös von 11,3 Millionen Euro geht großteils (7,7 Millionen Euro) als zugleich beschlossene Zahlung für Haftungen an die Heta-Bank, um dem Prozessrisiko darüber zu entgehen.

## Trivia
In einer Neuaufnahme des Liedes „Ich bin ein Negerant Madame“ (Originalveröffentlichung 1984; vgl. Fendrichs Diskografie) von Rainhard Fendrich wurde eine Textpassage dahingehend geändert, dass der finanzielle Verfall des Ich-Erzählers auch auf die finanziellen Schwierigkeiten der Hypo Alpe Adria Bank zurückzuführen ist. Hier heißt es nun in der letzten Strophe
In meiner Luxusvilla
wird es allmählich stiller,
die Fenster san verriegelt,
und alle Tür´n versiegelt,
ein dreifaches Hurra!
Auf die „Hypo Alpe Adria“.
Die Originalversion von 1984 lautete noch:
In meiner Luxusvilla
wird es allmählich stiller,
die Fenster san verriegelt,
die Türn werdn versiegelt,
auf meinem schönen Grundstück steht Papa,
das Mobilar ghört da CA.